# Арсе Руис, Анисето
Анисето Арсе Руис (исп. Aniceto Arce; 1824—1906) — боливийский политический деятель, президент страны с 1888 до 1892 года. Его именем названа провинция в департаменте Тариха.

## Биография
Арсе родился в городе Тариха, однако учился и большую часть своей жизни провел в Сукре.
Был основателем Консервативной партии, которая стала основной силой в Конгрессе 1880 года, когда был отстранен от власти Иларион Даса, а также играла значительную роль в разработке новой конституции. Кроме того, он согласился занять пост вице-президента в кабинете Нарсисо Кампера в выдающийся для страны момент национального строительства (1880—1884).
Однако прочилийская позиция вице-президента Арсе привела к тому, что Кампер в 1881 году обвинил его в государственной измене, и Арсе был вынужден покинуть страну. В мае 1884 года он стал кандидатом на президентских выборах от Консервативной партии, но уступил Грегорио Пачеко, который позже заключил с Арсе соглашение, согласно которому первый обязался предоставить Арсе поддержку на следующих президентских выборах. Арсе снова занял пост вице-президента.
Пачеко поддержал Арсе на выборах 1888 года, которые последний выиграл. Во времена его правления было завершено строительство первой внутренней железнодорожной линии (от чилийской границы до департамента Оруро), электрифицировано много боливийских городов. Он также принял ряд современных банковских и инвестиционных законов. Вместе с тем, он сталкивался с многочисленными либеральными беспорядками, но ему удалось противостоять им. Его срок истек в 1892 году, а на смену ему пришёл другой консерватор, вице-президент в его администрации, Мариано Баптиста.
После этого Анисето Арсе формально ушёл из политики, хотя остался неофициальным советником президентов Баптисты (1882—1886) и Фернандеса Алонсо (1896—1899). Был насильно вовлечен в политическую жизнь страны, когда его на рубеже веков начали преследовать сторонники либерального правительства, пришедшего к власти в результате так называемой гражданской войны 1899 года. Все это, в том числе и его возраст (80 лет), не помешало Арсе баллотироваться на пост президента 1904 года. Выборы он проиграл, со значительным отрывом победил Исмаэль Монтес. После этого Арсе вернулся в свои загородные владения, где и умер через два года.